# 红星区 (果敢县)
红星区，是缅甸联邦第一特区果敢县下辖的一个区，区治慕泰。

## 区划沿革
红星区在果敢土司时期属于上六户地，分属红岩、慕泰、金杯、金泮4个土目管辖。1968年，缅甸共产党武装进入果敢，首先占领该地区，并分设为红岩区、崇岗区、杏塘区3个区，红岩区管辖慕泰乡、红岩乡，区治慕泰街；崇岗区管辖崇岗乡、民安乡，区治崇岗街，杏塘区管辖杏塘乡、金杯乡、金泮乡，区治岔路寨。1972年，果敢县政府将3个区合并为红星区，区治崇岗街，崇岗乡和民安乡合并为崇民乡，金杯乡和金泮乡合并为迎权乡。后来，迎权乡并入杏塘乡。2002年，区治由崇岗街迁至慕泰街。
2011年，果敢自治区成立后，自治区按照缅甸官方制度重新划分行政区，以红星区全境设立慕泰分镇区，划归拱掌镇区管辖。分镇区治所慕泰街村划归分镇区直辖，分为一、二、三社区（保），慕泰乡更名为棉花林乡。分镇区下辖棉花林、崇岗、杏塘、红岩4乡和3社区。
自治区时期，红岩乡大部分区域仍由缅甸民族民主同盟军实际控制，并在果敢及周边展开游击。2023年底，三兄弟联盟发起1027行动，同盟军恢复对果敢全境的控制，废除自治区的区划，恢复红星区，仍辖慕泰乡、红岩乡、崇岗乡、杏塘乡4乡。

## 行政区划
红星区下辖以下等乡镇：
- 慕泰乡
- 红岩乡
- 崇岗乡
- 杏塘乡